# Arturo Corvalán
Arturo Corvalán Galaz (* 1. September 1978) ist ein chilenischer Straßenradrennfahrer.
Arturo Corvalán gewann 2001 drei Etappen bei der Vuelta Ciclista de Chile. Im nächsten Jahr war er dort einmal erfolgreich. 2003 gewann er zwei Etappen bei der Vuelta a Mendoza und konnte so auch die Gesamtwertung für sich entscheiden. In der Saison 2004 war er bei der Vuelta de Chile auf drei Teilstücken erfolgreich. Im Jahr 2005 gewann Corvalán zwei Etappen bei der Vuelta Ciclista Lider al Sur und zwei Etappen bei der Vuelta de Chile. Außerdem wurde er chilenischer Vizemeister im Straßenrennen. 2006 gewann er drei Etappen bei der Vuelta de Chile und jeweils ein Teilstück bei der Vuelta Lider al Sur, bei der Vuelta a Sucre und bei der Vuelta al Estado Zulia. In der Saison 2007 war Corvalán auf je einer Etappe der Vuelta a Mendoza und der Vuelta a Sucre erfolgreich.

## Erfolge
2001
- drei Etappen Vuelta Ciclista de Chile

2002
- eine Etappe Vuelta Ciclista de Chile

2004
- drei Etappen Vuelta Ciclista de Chile

2005
- drei Etappen Vuelta Ciclista Lider al Sur
- zwei Etappen Vuelta Ciclista de Chile

2006
- eine Etappe Vuelta Ciclista Lider al Sur
- drei Etappen Vuelta Ciclista de Chile

2007
- eine Etappe Vuelta a Mendoza
- eine Etappe Vuelta a Sucre